# Parapatrie
Als Parapatrie bezeichnet man in der Biologie eine Form der geographischen Verbreitung, bei der die Verbreitungsgebiete von Angehörigen zweier Populationen oder Arten keine Überschneidungen aufweisen, aber aneinandergrenzen, so dass noch ein vereinzelter Austausch von Individuen erfolgen kann. 
Die Parapatrie stellt den Gegensatz zur Sympatrie dar, bei der sich die Verbreitungsgebiete überschneiden, und auch zur Allopatrie, bei der die Verbreitungsgebiete so weit getrennt sind, dass das dazwischen gelegene Gebiet im Prinzip nicht mehr von einzelnen Individuen überwunden werden kann.
Neben der Faunistik spielt der Begriff der Parapatrie eine große Rolle in der Evolutionsbiologie, da diese Form der geographischen Trennung zweier Populationen zu einer reproduktiven Isolation führt. Diese kann über längere Zeiträume zur Bildung neuer Arten führen, da auf die unterschiedlichen Populationen unterschiedliche Selektionsdrücke wirken. Diese Form der Artenbildung wird als parapatrische Artbildung bezeichnet und stellt nach aktueller Lehrmeinung den Regelfall für die Bildung neuer Arten dar.